# New Bloomfield (Pennsylvanie)
Pour les articles homonymes, voir New Bloomfield (homonymie).
Le borough de New Bloomfield est le siège du comté de Perry, situé dans le Commonwealth de Pennsylvanie, aux États-Unis. Sa population s’élevait à 1 247 habitants lors du recensement de 2010, estimée à 1 248 habitants en 2016.

## Source
- (en) Cet article est partiellement ou en totalité issu de l’article de Wikipédia en anglais intitulé « New Bloomfield, Pennsylvania » (voir la liste des auteurs).